# Designación
En semántica filosófica, la designación es la relación entre símbolos y constructos. Designen {\displaystyle ~\Sigma ^{**}} el conjunto de fórmulas bien formadas de un lenguaje conceptual, {\displaystyle ~C} el conjunto de constructos y {\displaystyle ~2^{C}} su conjunto potencia, entonces la función (no inyectiva, ni sobreyectiva) que relaciona a {\displaystyle ~\Sigma ^{**}} con {\displaystyle ~2^{C}} es llamada la designación {\displaystyle ~D}:
{\displaystyle ~D\colon \Sigma ^{**}\to 2^{C}}.